# Corazón de criolla
 Corazón de criolla  es una película argentina en blanco y negro de Argentina que se estrenó en octubre de 1923  dirigida por José Agustín Ferreyra sobre su propio guion, protagonizada por Yolanda de Maintenon,  Jorge Lafuente y Elena Guido.

## Reparto
- Yolanda de Maintenon …Magna
- Jorge Lafuente …Juan Carlos
- Elena Guido …Rosa
- César Robles
- Gloria Grat

## Comentario
Dice Jorge Miguel Couselo que Corazón de criolla vuelve “al suburbio y al despeñadero del vicio malamente buscado en la irracional evasión de la miseria, a la vez que disipan nubarrones por el arrepentimiento o el sacrificio…ingenua temática…cuyo escenario casi excluyente es el cafetín.”